# Selfish (песня Фьючера)
«Selfish»  — песня американского хип-хоп исполнителя и музыкального продюсера Фьючера (Future) при участии Рианны. Песня была выпущена 28 февраля 2017 года лейблами A1, Freebandz, Epic в качестве лид-сингла с 6-го альбома Фьючера Hndrxx. Композиция получила платиновый статус RIAA (США).

## История
«Selfish» сочетает музыкальные стили R&B и поп.

## Чарты
| Чарт (2017)                                      | Высшая позиция |
| ------------------------------------------------ | -------------- |
| Австралия (ARIA)                                 | 37             |
| Австралия (Urban, ARIA)                          | 3              |
| Бельгия/Фландрия (Ultratip Bubbling Under)       | 4              |
| Бельгия/Валлония (Ultratip Bubbling Under)       | 18             |
| Канада (Billboard Canadian Hot 100)              | 28             |
| Чехия (Singles Digitál Top 100)                  | 36             |
| Франция (SNEP)                                   | 34             |
| Венгрия (Stream Top 40)                          | 40             |
| Ирландия (IRMA)                                  | 78             |
| Новая Зеландия (Recorded Music NZ)               | 17             |
| Португалия (AFP)                                 | 34             |
| Словакия (Singles Digitál Top 100)               | 35             |
| Швеция (Sverigetopplistan)                       | 80             |
| Швейцария (Schweizer Hitparade)                  | 51             |
| Великобритания (OCC UK Singles)                  | 94             |
| Великобритания (UK R&B, Official Charts Company) | 25             |
| США (Billboard Hot 100)                          | 37             |
| США (Billboard Hot R&B/Hip-Hop Songs)            | 15             |
| США (Billboard Rhythmic)                         | 13             |

| Чарт (2017)                           | Позиция |
| ------------------------------------- | ------- |
| США Hot R&B Songs (Billboard)         | 25      |
| США Hot R&B/Hip-Hop Songs (Billboard) | 85      |

## Сертификации
| Регион | Сертификация  | Продажи   |
| --- | ------------- | --------- |
| Австралия (ARIA) | Платиновый    | 70 000    |
| Канада (Music Canada) | 2× Платиновый | 160 000   |
| Новая Зеландия (RMNZ) | Золотой       | 15 000    |
| Швеция (GLF) | Золотой       | 20 000    |
| США (RIAA) | Платиновый    | 1 000 000 |
| * Данные о продажах приведены только на основе сертификации. · ^ Данные о тиражах приведены только на основе сертификации. · Данные о продажах + прослушиваниях приведены только на основе сертификации. |               |           |